# Ontslagzwendel
Ontslagzwendel is de naam waaronder in 2003 een grootschalig misbruik van ontslag tijdens de proeftijd in de Nederlandse IT-sector bekend werd. 
In de periode medio 2002 tot mei 2003 boden een combinatie van een headhuntersbureau, handelend onder de namen Cygnus BV of Curriculum Plus en een detacheringsbureau: Bright IT Solutions BV, na maart 2003 Serengetti BV, werkgevers in de IT-sector een goedkope oplossing aan om van personeel af te komen. 
Werknemers, veelal zogenaamde bankzitters, personeel dat tijdelijk geen concrete opdracht heeft, werden door de headhunter benaderd en in contact gebracht met het IT-detacheringsbureau, dat opdrachten aanbood bij klanten van goede naam en reputatie en een contract voorlegde met veelal verbeterde arbeidsvoorwaarden.
Na tekenen van het contract en vrijwillige opzegging bij de oorspronkelijke werkgever werd de beloofde opdracht eerst uitgesteld, vervolgens afgesteld waarna ontslag in proeftijd volgde. De oorspronkelijke werkgever spaarde zich hiermee een kostbare gang naar kantonrechter of CWI uit.
De zaak leidde er zesmaal toe, dat er vragen in de Tweede Kamer over werden gesteld.
Een eenvoudiger variant van deze truc is die waarbij twee werkgevers met elkaar afspreken van elkaar werknemers te benaderen en aan te nemen op betere voorwaarden, waarop ontslag in proeftijd volgt. Op deze manier kunnen werkgevers elkaar helpen van lastig of duur personeel af te komen. Uiteraard geldt dit eveneens als misbruik van recht.

## Handelwijze
Hoewel Cygnus BV zichzelf omschreef als outplacementbureau en Curriculum Plus als werving- en selectiebureau bleek geen van beide bureaus bekend bij een der erkende brancheorganisaties. Geen enkele werkgever mocht verder de met Cygnus afgesproken overeenkomst bekendmaken aan de eigen werknemers, zoals bleek op een rechtszitting in mei 2004.

## Rechtsgevolgen
De beide verdachten van de zwendel werden in januari 2005 gearresteerd. In maart 2006 werden straffen van twee en drie jaar uitgesproken door de rechtbank in Rotterdam. De straffen werden op 31 juli 2007 in hoger beroep door het gerechtshof in Den Haag bevestigd. Bij uitspraak van de Hoge Raad, in februari 2010, werden de straffen definitief.
In een reeks civiele zaken is tevens een aantal bedrijven dat van deze mogelijkheid gebruik maakte tot schadevergoedingen veroordeeld.